# Чуюэ
Чуюе, чуюэ — чуйское племя, потомки среднеазиатских хуннов из объединения алты чуб.

## Происхождение
Согласно Л. Н. Гумилёву, алты-чуб — потомки «малосильных» хуннов, которые во II веке не ушли от наседавших сяньбийцев на запад, а укрылись в горных долинах Тарбагатая и Саура. В V веке они покорили Семиречье и Западную Джунгарию, а в VI—VII веках вошли в состав Западно-тюркского каганата.
По Н. Я. Бичурину, земли «слабосильных» хуннов — один из аймаков, принадлежавших северному хуннускому шаньюю, пораженному китайским полководцем Доу Сянем. Северный шаньюй в 93 году перешел через хребет Цзинь-вэй-шань и ушел на запад в Кангюй, а «слабосильные» остались в числе около 200 000 душ. Они заняли нынешний Тарбагатайский округ под названием Дома Юэбань.
При этом в отношении собственно хуннов существуют монгольская, тюркская, тюрко-монгольская и другие версии происхождения.

## Потомки
Согласно Н. Я. Бичурину, «Шато есть особливое поколение западных тукюесцев, из рода Чуюе. Когда тукюесцы, разделившись на два Дома, восточный и западный, разделили между собою бывшие Усуньские земли, то жили перемешавшись с Чуюе и Чуми».
Шато стали основателями трёх последовательных династий: Поздняя Тан (923—936; династия Ли), Поздняя Цзинь (936—947; династия Ши), Поздняя Хань (947—950; династия Лю). Потомками шато считаются онгуты.